# 干呼亚格·南丁扎娅
干呼娅格·南丁扎亚（1994年6月27日—）是一名蒙古女子射击运动员，主攻步枪项目，曾就读于人文大学，修读外交关系专业。干呼娅格出身体育世家，父亲曾是射击国手，退役后成为教练，干呼娅格13岁时开始练习射击，她的教练正是父亲。2015年，干呼娅格在射击世界杯分站赛上达到足够名次，成功获得奥运资格。2016年4月，她在世界杯里约热内卢站的比赛中获得第三名，首次在射击世界杯中夺牌。2018年，她在亚洲运动会上获得两枚奖牌，分别是50米步枪三姿的金牌以及10米空气步枪的铜牌，她也成为第12位在亚运射击项目上获得奖牌的蒙古运动员。